# Greta Stake
Greta Sofia Stake, född Nilæus 5 december 1916 i Tveta församling, Värmlands län, död 27 juli 2014 i Halmstad, var en svensk textilkonstnär, målare, tecknare och grafiker.
Hon var dotter till kyrkoherden Erik Nilæus och Maria Wester-Persson samt gift 1951–1954 med konstnären Roy Johannes Stake. Hon studerade vid Tekniska skolan i Stockholm 1936–1941 och genom självstudier under resor till Danmark och Norge. Under 1950-talet tillhörde hon en konstnärskoloni vid sjön Racken i Värmland som var en yngre avläggare till den ursprungliga Rackstadsgruppen. Tillsammans med sin man och Birgitta Nilzén ställde hon ut i Säffle 1954 och separat ställde hon bland annat ut i Degerfors 1966. Hon medverkade i Nationalmuseums utställning Unga tecknare 1946 och hon deltog med textiler vid en utställning med Värmlandskonstnärer på Galleri Brinken i Stockholm 1950. Hon medverkade regelbundet sedan 1949 i Västvärmländska konstföreningens utställningar i Arvika och Värmlands konstförenings utställningar i Karlstad 1953–1959 samt tillsammans med Arvika konstklubb på olika platser i Värmland och Bohuslän. Hennes textilkonst består av gobelinvävnader, tygtryck, ryor och trasmattor med fantasifulla mönster medan bildkonsten består av stilleben och landskapsskildringar där hon ofta har hämtat motiven från Hallandskusten.